# Datang (socken i Kina, Guangxi, lat 23,48, long 111,29)
Datang (kinesiska: 大塘街道, 大塘) är en socken i Kina. Den ligger i den autonoma regionen Guangxi, i den södra delen av landet, omkring 310 kilometer öster om regionhuvudstaden Nanning. Antalet invånare är 70989. Befolkningen består av 35 489 kvinnor och 35 500 män. Barn under 15 år utgör 17,0 %, vuxna 15-64 år 75 %, och äldre över 65 år 6,0 %.
Genomsnittlig årsnederbörd är 2 157 millimeter. Den regnigaste månaden är maj, med i genomsnitt 341 mm nederbörd, och den torraste är februari, med 39 mm nederbörd.